# Vaalii Faalogo
Vaalii Faalogo (9 novembre 1983) è un calciatore samoano, difensore del Lupe ole Soaga.

## Carriera

### Club
Nel 2013, dopo aver militato al Kiwi, viene acquistato dal Lupe ole Soaga.

### Nazionale
Ha debuttato in Nazionale il 17 agosto 2011, nell'amichevole Figi-Samoa (3-0). Ha partecipato, con la Nazionale, alla Coppa delle nazioni oceaniane 2012. Ha collezionato in totale, con la maglia della Nazionale, 7 presenze.